# Vaqueros de Bayamón
Maillots
Actualités
Les Vaqueros de Bayamón, est un club portoricain de basket-ball basé à Bayamón. Les matches à domicile ont lieu au Ruben Rodriguez Coliseum que l'équipe partage avec l'équipe féminine de volley-ball des Vaqueras de Bayamón.
Fondée dans les années 1930, cette équipe est l'une des équipes originales de BSN (le plus haut niveau du championnat portoricain). 
L'équipe a remporté quinze championnats du Porto Rico (1933, 1935, 1967, 1969, 1971, 1972, 1973, 1974, 1975, 1981, 1988, 1995, 1996, 2009, 2020). Elle est la plus titré de BSN avec les équipes des Capitanes de Arecibo et Leones de Ponces et représente 16,8% de tous les championnats BSN depuis le début des championnats de la ligue en 1930. Mené par Rubén Rodríguez, Bayamón établit un record en BSN avec cinq titres consécutifs entre 1971 et 1975. Après avoir perdu lors des finales de BSN 2001, 2002 et 2005, les Vaqueros ont remporté leur 14e titre en battant les Piratas de Quebradillas en 2009, leur premier en 13 ans.
Parmi les autres records, les Vaqueros détiennent le record du nombre de matchs remportés lors d'une saison BSN, dont 29 lors de la saison 1993.

## Bilan sportif

### Palmarès
- Championnat du Porto Rico :
  - 15x champion : 1933, 1935, 1967, 1969, 1971, 1972, 1973, 1974, 1975, 1981, 1988, 1995, 1996, 2009, 2020

## Entraîneurs
- ? :  Flor Meléndez
- 1972 :  Tom Nissalke
- 1973-1975 :  Del Harris
- 1975 :  Tom Nissalke
- 1981-1982 :  Gene Bartow
- 1999-2000 :  Carlos Morales Matos
- 2002 :  Manolo Cintrón
- 2008 :  Manolo Cintrón
- 2009 :  Julio Toro
- 2011 :  Nelson Colón
- 2012-2013 :  Flor Meléndez
- 2015 :  Rolando Hourruitiner